# Souleymane Cissé

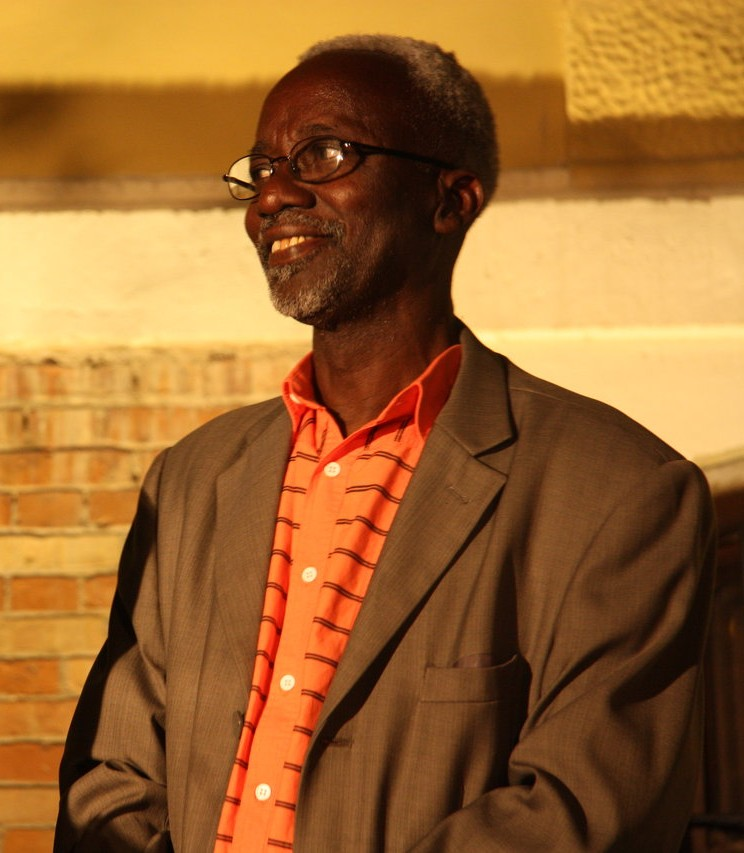
Souleymane Cissé (2009)

Souleymane Cissé (* 21. April 1940 in Bamako; † 19. Februar 2025 ebenda) war ein malischer Filmemacher. Er galt als einer der wichtigsten Filmschaffenden des afrikanischen Kinos und half seit den 1970er-Jahren dabei, diesem erstmals weltweite Aufmerksamkeit einzubringen.

## Biografie
Souleymane Cissé interessierte sich schon in seiner Kindheit für das Kino. Von seinem siebten Lebensjahr an ging er regelmäßig ins Kino und sah sich eine Vielzahl verschiedener Filme an. Er besuchte das Gymnasium in Dakar und kehrte 1960 nach Mali zurück, als sein Land unabhängig wurde.
Nachdem Cissé einen Dokumentarfilm über die Verhaftung Lumumbas gesehen hatte, entschloss er sich, Filmemacher zu werden. Er erhielt ein Stipendium, das es ihm erlaubte, sich in Moskau zunächst zum Filmvorführer, dann zum Filmemacher ausbilden zu lassen. 1970 wurde er nach seiner Rückkehr nach Mali vom Informationsministerium als Kameramann angestellt. Er drehte Dokumentarfilme und Kurzfilme.
1972 drehte er seinen ersten Film mittlerer Länge: Cinq jours d’une vie (Fünf Tage in einem Leben), in dem er die Geschichte eines Jungen erzählt, der die Koranschule aufgibt und ziellos durch die Straßen streift und von kleinen Diebstählen lebt. Cinq jours d’une vie wurde auf dem Festival von Karthago ausgezeichnet. 1974 drehte Cissé seinen ersten Langfilm in Bambara, Den muso (Das Mädchen), in dem er die Geschichte eines stummen Mädchens erzählt, das von einem Arbeitslosen vergewaltigt wird. Dieser Film wurde von Malis Kulturministerium verboten. Cissé wurde verhaftet und ins Gefängnis gesteckt, weil er französische Hilfe für den Film akzeptiert hatte.
1978 drehte er Baara (deutscher Titel: Der Lastenträger), der 1979 den Preis des FESPACO (Festival Panafricain du Cinéma et de la Télévision de Ouagadougou) in Ouagadougou erhielt. 1982 folgte Finyé (deutscher Titel: Die Zeit des Windes). Zum zweiten Mal erhielt er den Preis des FESPACO. Der Film stellt die Revolte der Jugend Malis gegen die Machthaber dar. Zwischen 1984 und 1987 drehte er Yeelen (Das Licht), einen visionären Film über den schwierigen Weg des Erwachsenwerdens. 1987 erhielt er dafür den Preis der Jury auf dem Festival von Cannes. Cissé räumte ein, dass er sich mit seinen früheren Filmen politisch so sehr exponiert hatte, dass er in seiner Heimat keinen weiteren offen politischen Film hätte machen können. 1995 drehte er Waati (Le temps). 2023 wurde er in Cannes mit dem Regiepreis Le carosse d’or ausgezeichnet.
Souleymane Cissé war Präsident der Union des créateurs et entrepreneurs du cinéma et de l’audiovisuel de l’Afrique de l’ouest (UCECAO).
Im Februar 2025 starb Souleymane Cissé im Alter von 84 Jahren in Bamako.

## Filmografie
Kurze und mittellange Filme

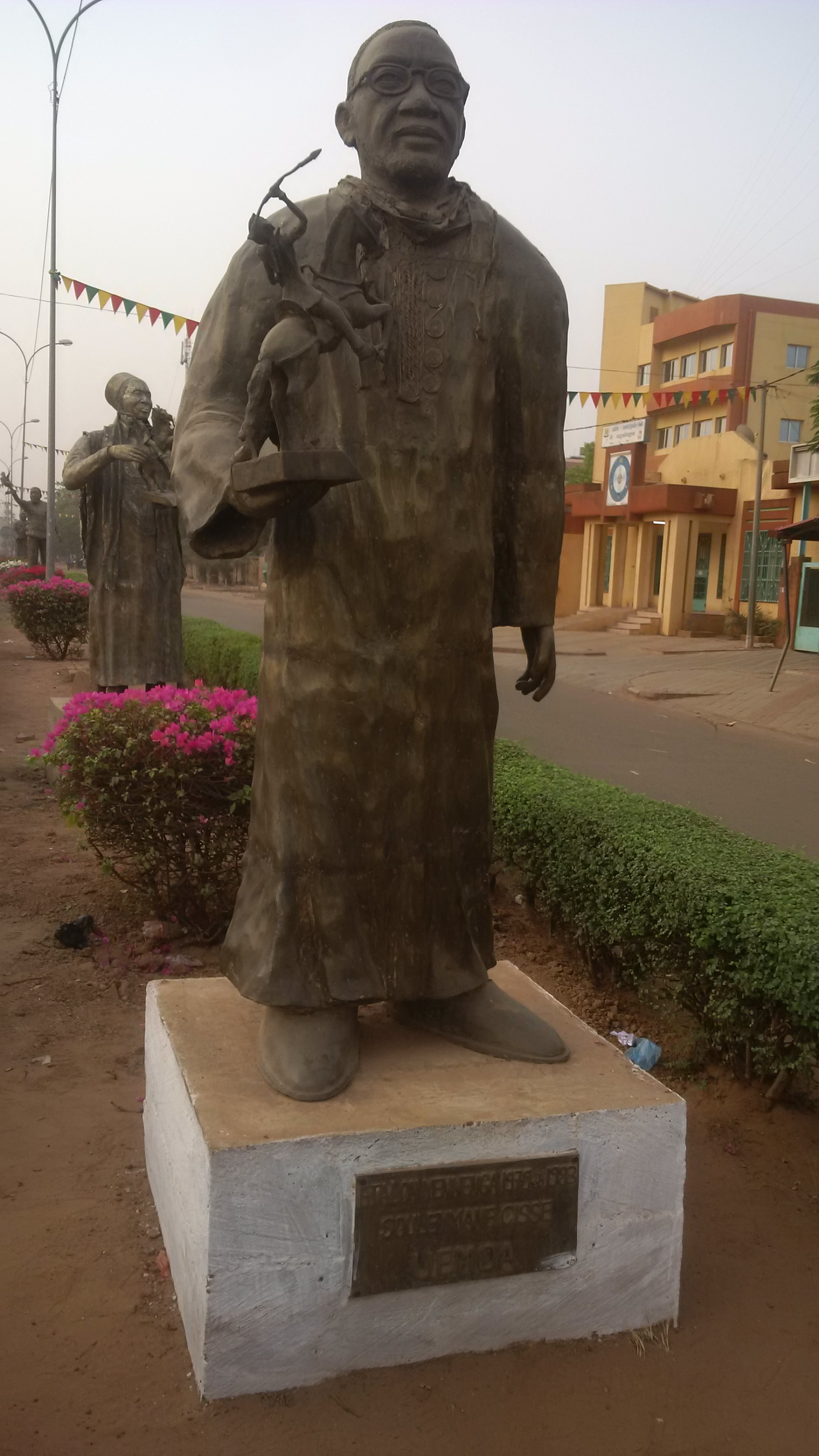
Denkmal für den Regisseur

- 1965: L’homme et ses idoles – Regie
- 1968: L’aspirant – Regie und Drehbuch
- 1968: Source d’inspiration – Regie
- 1970: Dégal à Dialloubé – Regie
- 1971: Fête du Sanké – Regie
- 1972: Cinq jours d’une vie – Regie
- 1978: Chanteurs traditionnels des Iles Seychelles – Regie
- 2013: O Sembene! – Regie und Produktion
- 2014: Henri Langlois vu par... – Kollaborationsfilm von 13 Regisseuren

Spielfilme
- 1975: Den muso – Regie, Drehbuch und Produktion
- 1978: Der Lastenträger (Baara) – Regie, Drehbuch und Produktion
- 1982: Die Zeit des Windes (Finye) – Regie, Drehbuch und Produktion
- 1987: Das Licht (Yeelen) – Regie, Drehbuch und Produktion
- 1995: Waati (Waati) – Regie, Drehbuch und Produktion
- 2009: Dis-moi qui tu es (Min Yé) – Regie, Drehbuch und Produktion
- 2015: O Ka – Regie, Drehbuch und Produktion

## Zitat
„Ma façon de vivre, c’est de croire en l’avenir ; si j’étais fataliste, je ne serais pas cinéaste. Rien ne me poussait à faire du cinéma. C’est moi qui l’ai choisi. Je voulais voir les choses et les faire voir. Quand on a cette curiosité, on ne peut pas être fataliste.“

„Meine Art zu leben, ist es an die Zukunft zu glauben; wenn ich Fatalist wäre, wäre ich nicht Filmemacher. Nichts trieb mich dazu Kino zu machen. Ich habe es so entschieden. Ich wollte die Dinge sehen und sie andere sehen lassen. Wenn man diese Art von Neugier hat, kann man nicht Fatalist sein.“